# Златокрай-2017
Футбольний клуб «Златокрай-2017» — український аматорський футбольний клуб із Золотоніського району Черкаської області, заснований у 2017 році. Виступає у Чемпіонаті та Кубку Черкаської області. Домашні матчі приймає на стадіоні «Колос».

## Досягнення
- Чемпіонат Черкаської області
  - Чемпіон: 2020
  - Срібний призер: 2022
  - Бронзовий призер: 2018
- Кубок Черкаської області
  - Фіналіст: 2021.